# Santa Bárbara (Chili)
Santa Bárbara is een gemeente in de Chileense provincie Biobío in de regio Biobío. Santa Bárbara telde 13.773 inwoners in 2017 en heeft een oppervlakte van 1264 km².
In 2003 werd de gemeente Alto Biobío van Santa Bárbara afgesplitst.